# Broletto de Pavía
El Broletto de Pavía o Palacio Broletto de Pavía, Italia ha albergado durante siglos las oficinas del gobierno cívico de esta ciudad que se encuentra en la región de Lombardía, Italia. El término Broletto se refiere a un edificio equivalente al ayuntamiento o asamblea del pueblo.

## Historia y arquitectura
El palatium Novum, la sede del municipio, se construyó sobre un área que albergaba domus y otros edificios de la época romana. Evidencia de esto incluye un mosaico (ahora conservado en los Museos Cívicos) y otros artefactos que datan del siglo IV o V encontrados durante las restauraciones realizadas entre 1926 y 1928.
Primero se construyó el ala sur del edificio, seguido inmediatamente por el este, los historiadores creen que esto sucedió alrededor de las dos últimas décadas del siglo XII, como lo demuestra una inscripción conservada en los Museos Cívicos. Más tarde, en apenas dos años (1197-1198), se erigió el nuevo edificio que da a la Piazza Cavagneria.
En 1236 se añadieron la parte norte, que da a Piazza Vittoria, y la parte este, para crear un gran patio insertado en las tres alas del complejo. Al igual que otros edificios municipales en el norte de Italia, estas estructuras tenían arcadas en la planta baja, de las cuales hay rastros en la fachada que cierra el patio del broletto al sur.

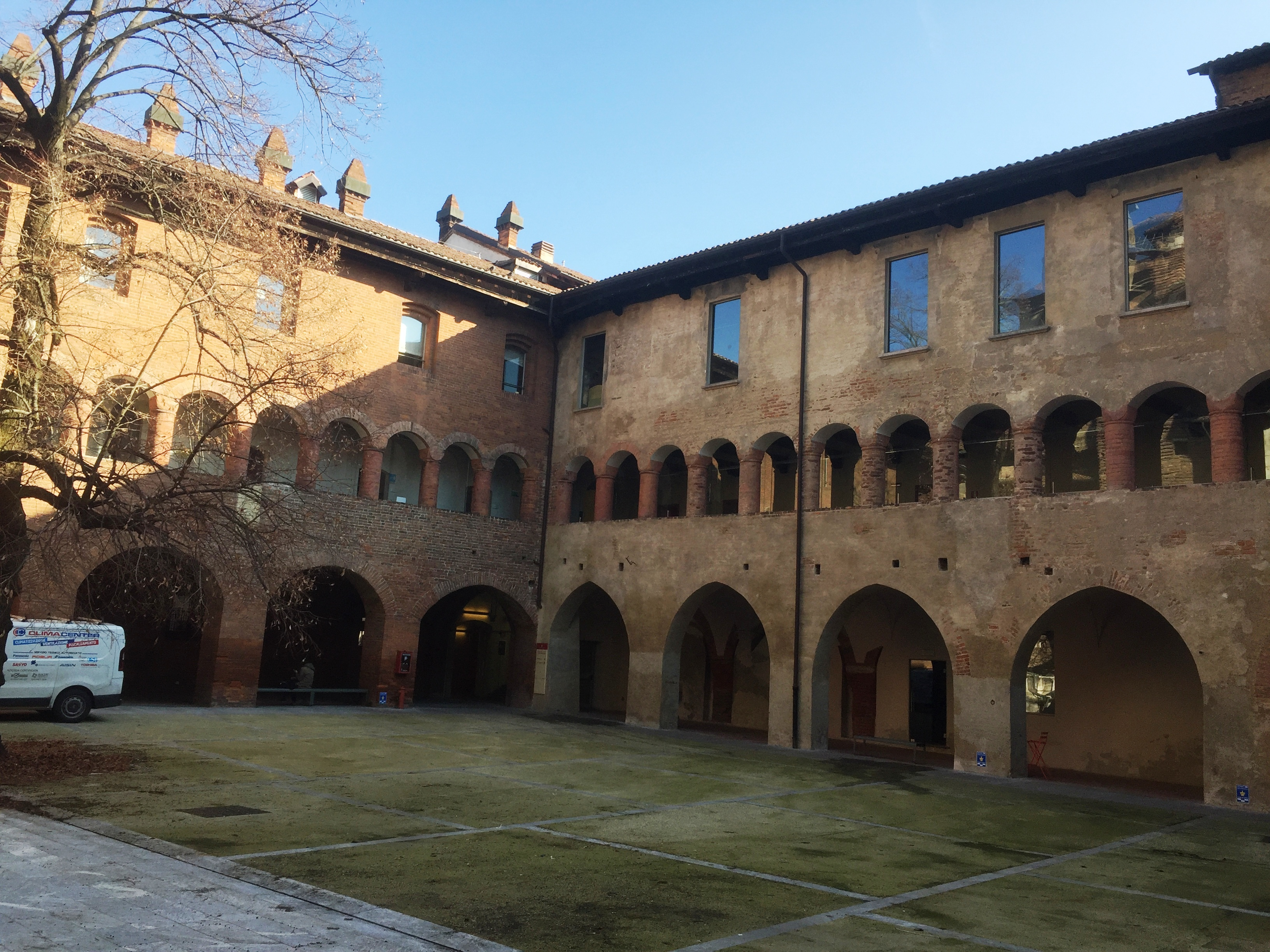
El patio.

Alrededor de 1264, el broletto comenzó a dividirse entre "palacio nuevo" y "palacio viejo" y "casa del podestà". El "palacio viejo" albergaba los cónsules de justicia de Oltrepò y Lomellina, los consejos secretos, mientras que el "palacio nuevo" albergaba el Consejo y Credenza de los Cien Sabios y el Consejo General de los Mil Credenziari. A partir de las primeras décadas del siglo XIV se crea un órgano político más reducido, el Consejo de los Doce Reyes Magos, que se reunía en la sala del podestà. Sin duda ocuparon el patio y el pórtico del Colegio de Jueces. 
En la época Visconti el conjunto sufrió varias intervenciones, como la transformación de algunas ventanas (enriquecidas con marcos bicolores), el cierre parcial de las antiguas logias de la planta baja, mientras que, al menos a partir de 1398, en el ala sur de la el edificio, el que da a la Piazza Cavagneria, se crearon prisiones. En 1498 se rediseñó la fachada de Piazza Vittoria: se creó una logia, dividida en dos órdenes de arcos intercalados con redondeles de terracota. Entre 1539 y 1544, se construyó la logia Notai en el patio, junto a la cual se construyó la capilla de la prisión en 1556 (luego demolida en 1862). Entre 1561 y 1564 se reconstruyó la escalera de la fachada que conducía al salón del Consejo General. El palacio fue el ayuntamiento de Pavía hasta 1875, cuando el municipio trasladó su sede al suntuoso palacio Mezzabarba, y el broletto se convirtió en un edificio escolar. Durante el período fascista fue la sede del Partido Nacional Fascista. Después de 1945 el edificio albergó algunas escuelas secundarias hasta 1989, actualmente es la sede de la Escuela de Estudios Avanzados de la IUSS de la Universidad de Pavía. Palazzo Broletto también alberga exposiciones temporales de arte moderno y contemporáneo.